# バークシャー・コミュニティ・カレッジ
バークシャー・コミュニティ・カレッジ(Berkshire Community College, BCC)は、アメリカ合衆国マサチューセッツ州ピッツフィールドにある、1960年に創立された州立のコミュニティ・カレッジである。